# Adi Mehremić
Adi Mehremić (* 26. dubna 1992, Sarajevo, SFR Jugoslávie) je bosenský fotbalový obránce či záložník, který od 6. ledna 2025 hraje za klub Stal Stalowa Wola. Nastupuje na pozici levé obránce či záložníka nebo stopera (středního obránce). Je bývalým mládežnickým reprezentantem své země. Mimo Bosnu a Hercegovinu působil na klubové úrovni na Slovensku, v Lotyšsku, Rakousku, na Ukrajině, v Portugalsku a v Česku. Hovoří plynně česky i slovensky.

## Klubová kariéra
Profesionální kariéru odstartoval v týmu FK Radnik Hadžići, kde dlouho nepobyl, neboť před sezonou 2011/12 přestoupil do FK Velež Mostar. Následovalo působení v klubu FK Olimpic. V průběhu podzimu 2013 poprvé okusil zahraniční angažmá, když se upsal slovenskému MFK Ružomberok, s kterým podepsal do konce roku s následnou opcí. V březnu 2014 odešel do Lotyšska, do týmu FK Spartaks Jūrmala, podepsal zde na rok. V lednu 2015 směřovaly jeho kroky do druholigového českého klubu MFK Frýdek-Místek.

### FK Senica
Před jarní částí ročníku 2015/16 uzavřel dvouapůlletý kontrakt se slovenským klubem FK Senica. Ve slovenské nejvyšší soutěži v dresu Senice debutoval pod trenérem Dušanem Vrtěm v ligovém utkání 20. kole (27. 2. 2016) proti FO ŽP Šport Podbrezová (prohra Senice 0:1), odehrál celý zápas. V týmu nakonec působil pouze půl roku. Během této doby odehrál 13 utkání, ve kterých branku nevstřelil.

### TJ Spartak Myjava
Před sezonou 2016/17 zamířil společně s Petrem Pavlíkem do klubu TJ Spartak Myjava. Po odhlášení A-týmu Myjavy z nejvyšší slovenské ligy v zimní přestávce ročníku 2016/17 se stal volným hráčem.

### SKN St. Pölten
V lednu 2017 se dohodl na smlouvě do června 2019 s rakouským klubem SKN St. Pölten.

### Stal Stalowa Wola
Dne 6. ledna 2025 se vrátil do Polska, kde se připojil k prvoligovému klubu Stal Stalowa Wola, s nímž uzavřel šestiměsíční smlouvu.